# Ernst Tutschek
Ernst Tutschek (* 9. Januar 1940; † 24. August 1998) war ein österreichischer Basketballspieler und -trainer.

## Leben
Tutschek spielte als Heranwachsender Basketball beim Wiener Sportklub Handelsministerium und hernach beim selben Verein auch im Erwachsenenbereich. Im Mai 1959 nahm er mit der österreichischen Nationalmannschaft an der Europameisterschaft in der Türkei teil. Er wurde in insgesamt 64 Länderspielen eingesetzt. 1963, 1964 und 1965 gewann er mit dem SKH Wien die Staatsmeisterschaft. Der 1,86 Meter große Tutschek trat mit der Mannschaft auch in Europapokalwettbewerben an. Im Jahr 1967 war er zeitweise Spielertrainer des SKH. In der Saison 1969/70 spielte Tutschek für den UBSC Wien in der Bundesliga, von 1970 bis 1972 verstärkte er die Mannschaft des 1. Klosterneuburger BC.
Tutschek hatte in den Jahren 1971 und 1972, also noch während seiner Spielerzeit, das Amt des österreichischen Nationaltrainers inne. 1972/73 betreute er den Wiener Bundesligisten Union Kuenring als Trainer, 1973/74 war Tutschek Trainer von BU Graz, von 1974 bis 1979 von ATSE/ABC Graz.
Beruflich wurde der Diplom-Ingenieur in der Industrie tätig: Er arbeitete für ein Unternehmen aus dem Maschinen- und Anlagenbau, dann in der Fahrzeugindustrie und leitete das Werk eines österreichischen Unternehmens in Griechenland. Hernach war er in leitender Stellung bei einem Stahlunternehmen tätig. Als Alt-Herren-Spieler beim SK Handelsministerium ging er dem Basketballsport auch weiterhin ausübend nach. 1992 wurde Tutschek in Zeitungen als Anwärter auf das Amt des österreichischen Verkehrsministers gehandelt. Seine Tochter Katja war ebenfalls Basketball-Nationalspielerin.